# Кірха Бранденбург
Кірха Бранденбург (нім. Brandenburger Kirche, кірха Святого Миколая) — пам'ятка історії та архітектури, розташована в селищі Ушаково Гур'євського району Калінінградської області (до 1946 — Бранденбург, нім. Brandenburg).

## Історія
Кірха Бранденбург вперше згадується в 1482 році, але, без сумніву, її створення сягає початку XIV століття.
Кірха мала вигляд цегляної будівлі з витягнутими хорами з напівкруглим склепінням. У 1648 році до цих будівель була прибудована вежа, над входом якої розмістили плиту з пам'ятним написом. До наших днів збереглися руїни саме цієї вежі. У 1680 році в церкві встановили вівтар, а на початку XVIII століття тут з'явилися орган і два дзвони.
Під час Другої світової війни кірха була значно пошкоджена.
У 2000-них роках її частково розібрали на цеглу місцеві жителі. У 2003 році поряд з кірхою було проведено археологічні розкопки, але жодних цінних знахідок виявлено не було.
Постановою Уряду Калінінградської області від 23 березня 2007 року № 132 кірха в селищі Ушаково отримала статус об'єкта культурної спадщини регіонального значення.

## Архітектура
Кірха складалася з вежі, однонефової будівлі з цегляною кладкою в готичному стилі, вузьких хорів і древньої апсиди (єдиний приклад в Східній Прусії епохи Середньовіччя). Над баптистерієм висів балдахін у формі храму з товстими тосканськими колонами: «Цей балдахін на славу Господа в 1633 пожертвувала Барбара Йордан». В цьому ж році Юліана Штолін подарувала гарний шестикутний стіл для хрещення з олов'яним верхом і вигравіюваним зображенням чотирьох євангелістів. Над готичним стрілчастим входом до вежі розміщена плита з барельєфом бранденбурзького герба.